# Lista över insjöar i Sverige med namn som slutar på -pottan

Spridning av sjöar med namnen -potten, -pottan etc i Sverige

Lista över insjöar i Sverige med artikel på Wikipedia som slutar på -pottan:
- Pottan, Blekinge, sjö i Karlskrona kommun och Blekinge 56°25′36″N 15°33′08″Ö / 56.42679°N 15.55226°Ö
- Skumpottan, sjö i Karlskrona kommun och Blekinge 56°22′04″N 15°18′43″Ö / 56.36768°N 15.31187°Ö
- Pottan, Småland, sjö i Emmaboda kommun och Småland 56°30′51″N 15°21′39″Ö / 56.51408°N 15.36097°Ö
- Hålpottan, sjö i Dals-Eds kommun och Dalsland 58°57′43″N 11°58′09″Ö / 58.96199°N 11.96920°Ö
- Mopottan, sjö i Bengtsfors kommun och Dalsland 58°58′29″N 12°10′47″Ö / 58.97463°N 12.17960°Ö